# Rafał Sztencel
Rafał Sztencel (ur. 22 maja 1953 w Warszawie, zm. 26 stycznia 2008 w Grzegorzewicach) – polski matematyk, publicysta i tłumacz, wykładowca na Wydziale Matematyki, Informatyki i Mechaniki UW oraz na Wydziale Nauk Ekonomicznych UW. Był autorem podręczników probabilistyki oraz serii artykułów w miesięczniku „Delta”. Pracę doktorską napisał pod kierunkiem Stanisława Kwapienia w 1984 roku.
Pochowany 6 lutego 2008 na cmentarzu prawosławnym przy ul. Wolskiej 138/140 w Warszawie.

## Publikacje książkowe
- Elementarny rachunek prawdopodobieństwa. Skrypt dla studentów Wydziału Nauk Ekonomicznych UW ("Script", Warszawa 2001 ISBN 83-904564-6-X) wspólnie z Jackiem Jakubowskim
- Rachunek prawdopodobieństwa dla (prawie) każdego (Script, Warszawa 2002 ISBN 83-904564-8-6) wspólnie z Jackiem Jakubowskim
- Some dimension-free features of vector-valued martingales (UW, Warszawa 2000) wspólnie z Olavem Kallenbergiem
- Wstęp do teorii prawdopodobieństwa (Script, Warszawa 2001 ISBN 83-904564-4-3)[6] wspólnie z Jackiem Jakubowskim wyróżniony nagrodą Ministra Edukacji Narodowej[7][8]